# Nueve (chaîne de télévision mexicaine)
Nueve, anciennement Galavisión et Gala TV, (stylisé comme NU9VE) est une chaîne de télévision mexicaine, propriétaire et exploité par Grupo Televisa.

## Historique de la chaîne

Ancien logo.

Le 15 avril 2013, la chaîne devient Gala TV.
Le 9 juillet 2018, la chaîne devient NU9VE.

### Slogans
- Canal 9:
  - 1985-1988 : « La imagen en la cultura. » ((fr) « L'image dans la culture »)
  - 1986-1987 : « Canal 9, una visión en la cultura » ((fr) « Une vision de la culture »)
  - 1987-1989 : « Una invitación a la cultura » ((fr) « Une invitation à la culture »)
  - 1989 : « Tradición y cultura. » ((fr) « Tradition et culture »)
  - 1989-1990 : « El canal cultural de Televisa. » ((fr) « La chaîne culturelle de Televisa »)
  - 1990 : « La luz de la imaginación. » ((fr) « La lumière de l'imagination »)
  - 1990-1991 : « El canal de la familia mexicana. » ((fr) « La chaîne de la famille mexicaine »)
  - 1991-1994 : « Donde todos tenemos mucho que ver. » ((fr) « L'endroit où nous avons beaucoup à voir »)
  - 1995-1997 : « La televisión que te ve. » ((fr) « La télévision qui te voit »)
  - 1997-1999 : « Su casa, su canal. » ((fr) « Votre maison, votre chaîne »)
  - 2000-2001 : « Canal 9 Milenio. » ((fr) « Chaîne 9 Millénaire »

- Galavisión:
  - 2012-2013 : « Así se ve Galavisión. »

- Gala TV:
  - 2013-2018 : « Más de lo que sientes. »

- NU9VE
  - depuis 2018 : « Todo tuyo. »

Il y a des feuilletons mexicain

## Annexe